# Brava Mina
Brava Mina, pubblicato nel 1997, è una raccolta della cantante italiana Mina. Questo album non fa parte della discografia ufficiale di Mina, elencata nel sito web ufficiale dell'artista.

## Tracce
1. Brava - 1:46 (1965)
2. Se telefonando - 2:56 (1966)
3. E se domani - 3:05 (1964)
4. Un anno d'amore - 3:10 (1967)
5. Se c'è una cosa che mi fa impazzire -  2:38 (1967)
6. Ta ra ta ta - 2:08 (1967)
7. Cartoline - 1:54 (1967)
8. Mi sei scoppiato dentro il cuore - 3:03 (1967)
9. Se tu non fossi qui - 3:01 (1966)
10. Sono come tu mi vuoi - 3:32 (1966)
11. Conversazione - 2:19 (1967)
12. Città vuota - 2:37 (1963)
13. È l'uomo per me - 2:23 (1964)
14. L'immensità - 2.36 (1967)
15. Sabati e domeniche - 2:46 (1967)
16. Se piangi se ridi - 2:30 (1967)
17. Breve amore - 2:34 (1966)
18. La banda - 2:35 (1966)